# Разумовский, Пётр Кириллович
Граф Пётр Кириллович Разумовский (15 января 1751 — 14 декабря 1823) — сенатор, действительный тайный советник.
Сын гетмана Кирилла Григорьевича Разумовского и его жены Екатерины Ивановны. Еще в детстве, в 1762 году, был записан в военную службу, но обучался вместе с братьями Алексеем и Андреем в доме родителей, под руководством Тауберта, в заведенном для них пансионе. В 1765 году вместе с братьями послан отцом в Страсбургский университет. Однако, лично посетив Страсбург в 1766 году, гетман остался недоволен городом, являвшимся местом развлечений и кутежей, и решил перевести сыновей в более спокойное место. В 1768 году братья Разумовские отправились в Англию. Прибыв в Лондон и осмотрев его, они побывали в Салисбюри, Басе, Бристоле, Оксфорде, Бирмингеме, Шеффилде, приехали в Манчестер, осматривая на пути различные фабрики и заводы, замки и сады, а также Оксфордский университет. В 1769 Петр Разумовский вернулся в Санкт-Петербург и поступил на военную службу.
Петр Разумовский имел склонность к легкомысленному образу жизни, расходовал много денег, делал долги. Он женился на вдове Софье Степановне Чарторыжской (урожденной Ушаковой), старше его на пять лет, бывшей первой любовницей цесаревича Павла I и матерью его незаконнорожденного сына, известную своим щегольством, любовью к свету и ко всяким развлечениям. Все это навлекло на Петра гнев отца, прекратившего с ним всякие сношения.

Французский дипломат Мари де Корберон в мае 1776 года записал в дневнике::
Мне сообщили, что граф Петр Разумовский собирается жениться на молодой вдове, которая была или продолжает быть любовницей великого князя, встречавшегося с нею у Панина. Отец его, фельдмаршал, очень противится этой женитьбе, а великий князь сделал уже свадебный подарок в 30 000 рублей.
Вместе с тем супруги были очень схожи по характеру и поэтому, вероятно, нежно любили друг друга и жили очень дружно. Брак их был бездетен. Очень слабое здоровье и неизлечимая болезнь графини (солитёр) требовали постоянного лечения, и Петр и Софья Разумовские почти беспрерывно жили за границей: в Италии, Швейцарии, Голландии, а также в Париже и на юге Франции, в Монпелье, модном в то время курорте. Это вызывало огромные траты и постоянные просьбы к отцу о высылке денег, что не способствовало установлению хороших отношений с расчетливым фельдмаршалом. «Советую брату Петру — писал Разумовский-старший сыну Андрею, — возвратиться в Москву, перестать вести жизнь цыганскую и поселиться в своем отечестве, между своими фамилиею, соотчичами и имениями… а он пишет, что ему невозможно возвратиться в отечество, ибо он должен еще Швейцарию рассмотреть. Вот чорт в поле дом приказал! А притом думает и бабу свою картузную повылечить, которая давно уже неизлечима, но дурак сего по сию пору не приметил».
В 1772 году граф Петр Кириллович был произведен в полковники, в 1779 году — в бригадиры, а 24 ноября 1780 года — в генерал-майоры. Числился в начале в Ладожском пехотном полку, в 1780—1783 — в Санкт-Петербургской дивизии, в 1784—1788 — при Первой дивизии. Участвовал в русско-шведской войне 1789 года и был произведен в генерал-поручики с увольнением в гражданскую службу. Был награждён польскими орденами — святого Станислава и Белого орла.
Вернувшись из-за границы, он с женою поселился в Санкт-Петербурге, в собственном доме на углу Гагаринских пристани и улицы. Дом был наполнен ценными предметами роскоши, купленными за границею, особенно во Франции при начале революции. Скоро скончалась его супруга (в 1803 г.), а он сам, продав часть острова Крестовского, постоянно стал жить летом в Гостилицах. В 1814 г., августа 30-го, граф Петр был назначен обер-камергером к Высочайшему двору. Граф имел сановитую наружность, держал себя в обществе горделиво, не был одарен блестящими способностями, но был благодушный человек, никому во всю жизнь не сделавший зла.
Умер 14 декабря 1823 года после непродолжительной внезапной болезни. Похоронен рядом со своей женой в Александро-Невской лавре, на старом Лазаревском кладбище.
Незаконный сын П. К. Разумовского Николай Оржицкий, был женат с 1834 года на Софье Федоровне Крюковской. Она была дочерью воспитанницы графа П. К. Разумовского, Софьи Петровны, выданной замуж (29 января 1809 года) за Фёдора Крюковского, адъютанта и поручика лейб-гвардии Измайловского полка.